# Aleksiej Sawrasow
Aleksiej Kondratiewicz Sawrasow (ros. Алексе́й Кондра́тьевич Савра́сов, ur. 1830, zm. 1897) – malarz rosyjski, jeden z członków założycieli grupy artystycznej pieriedwiżników i nauczyciel Izaaka Lewitana.
Urodził się w rodzinie kupca, studiował w Moskiewskiej Szkole Malarstwa, Rzeźby i Architektury. Dyplom uzyskał w 1850, podróżował po Rosji i Ukrainie, odwiedził również Europę Zachodnią, Anglię i Szwajcarię. W latach 1857–1882 pracował w charakterze pedagoga w Moskwie.
Malował głównie pejzaże, początkowo romantyczne, później stopniowo przechodząc do realistycznych. Był wnikliwym obserwatorem przyrody, jego obrazy ilustrują bogactwo zmian czterech pór roku w rosyjskim krajobrazie. Uważany jest za twórcę rosyjskiego pejzażu lirycznego. Wystawiał między innymi na wszechrosyjskiej wystawie w Moskwie (1882), na Wystawach Światowych w Wiedniu (1873) i Paryżu (1878). Po wstąpieniu do pieriedwiżników zerwał całkowicie z tradycyjnym malarstwem akademickim.
Już w 1871 po śmierci córki Sawrasow przeszedł załamanie nerwowe, później stan jego psychiki i zdrowia stopniowo się pogarszał. Postępujący alkoholizm doprowadził artystę do całkowitego upadku, w ostatnich latach życia był wędrującym po przytułkach nędzarzem. Zmarł samotnie w moskiewskim szpitalu dla biednych, na jego pogrzebie byli jedynie odźwierny ze Szkoły Malarstwa i Paweł Trietiakow, założyciel Galerii Trietiakowskiej.

## Galeria

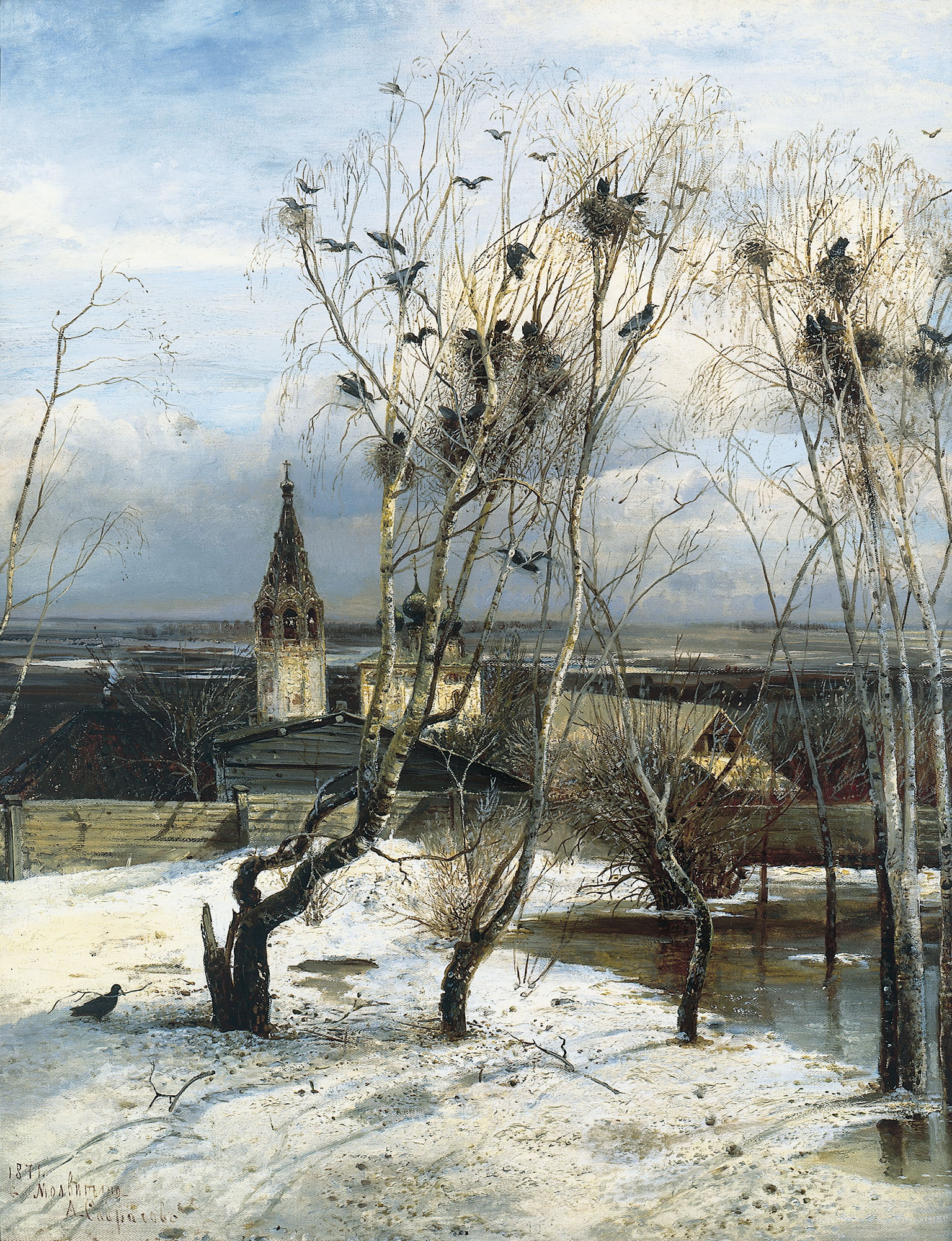
Przyleciały gawrony, 1871
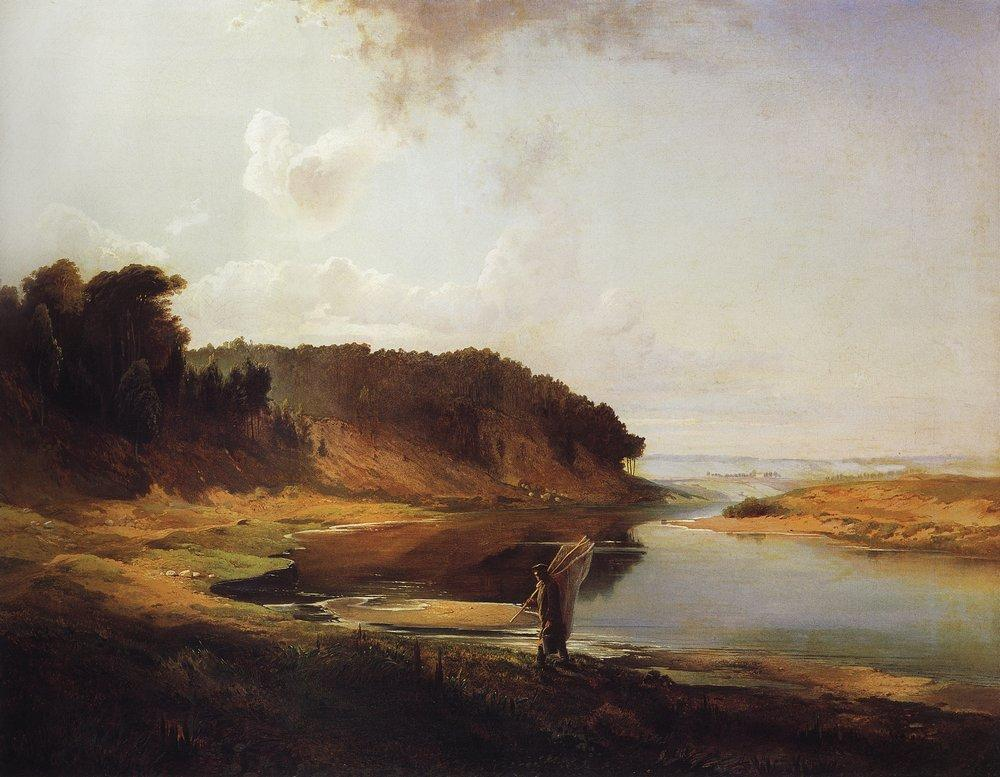
Rzeka i rybak, 1859
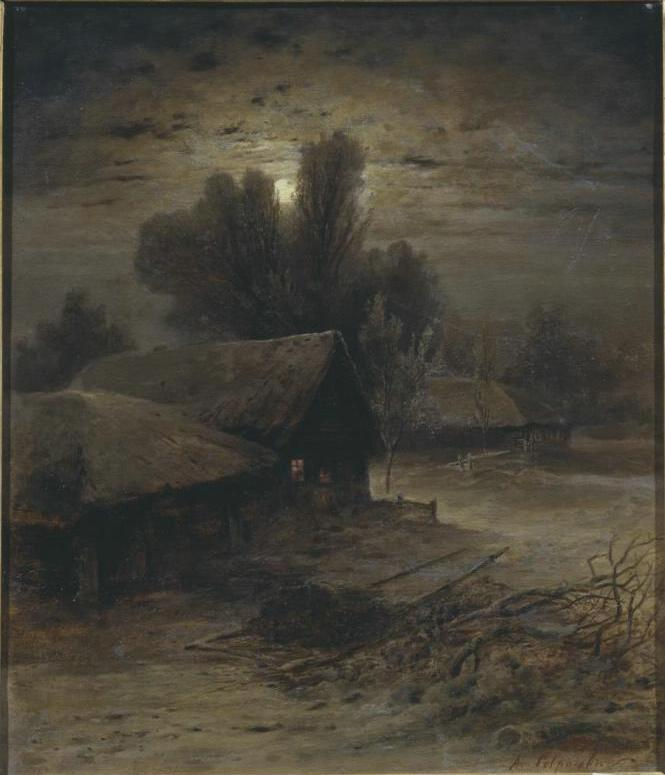
Zimowa noc, 1869
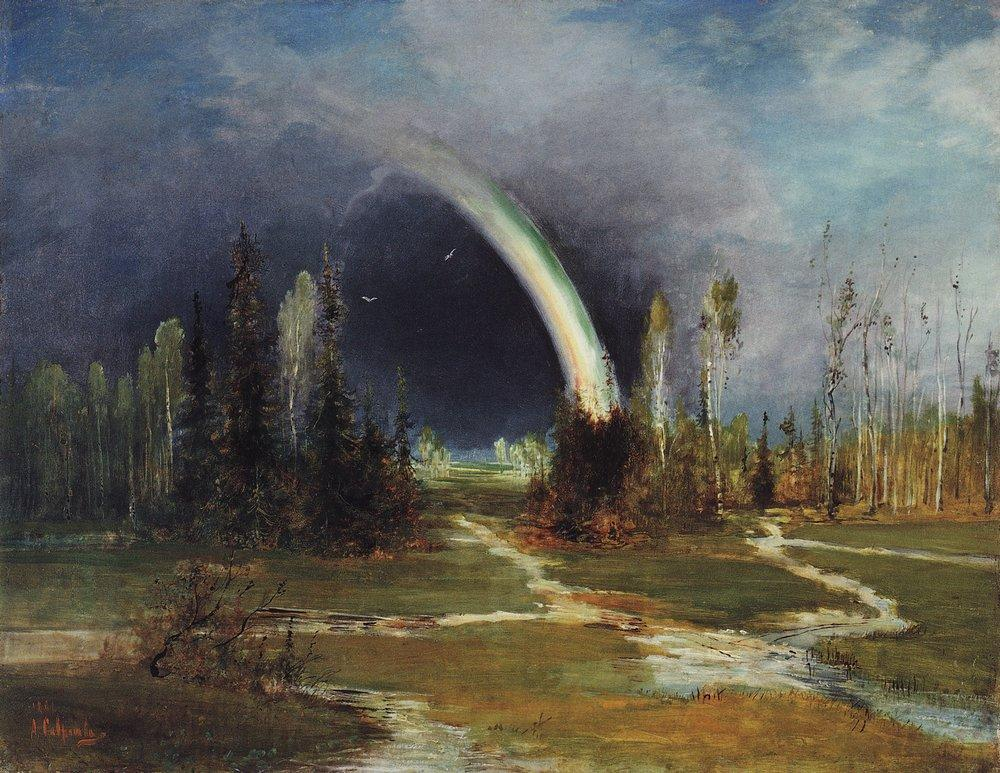
Tęcza, 1881
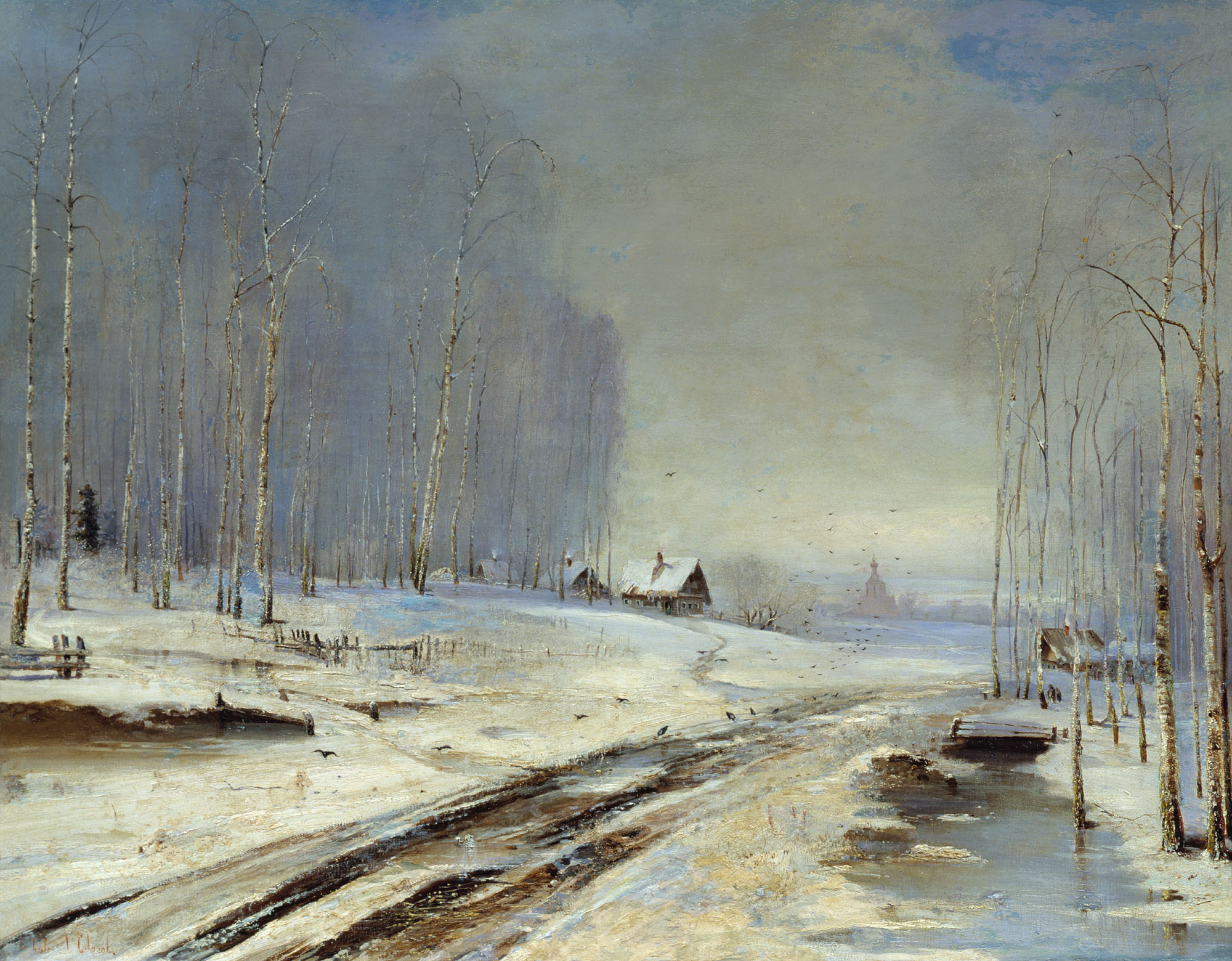
Roztopy, 1894
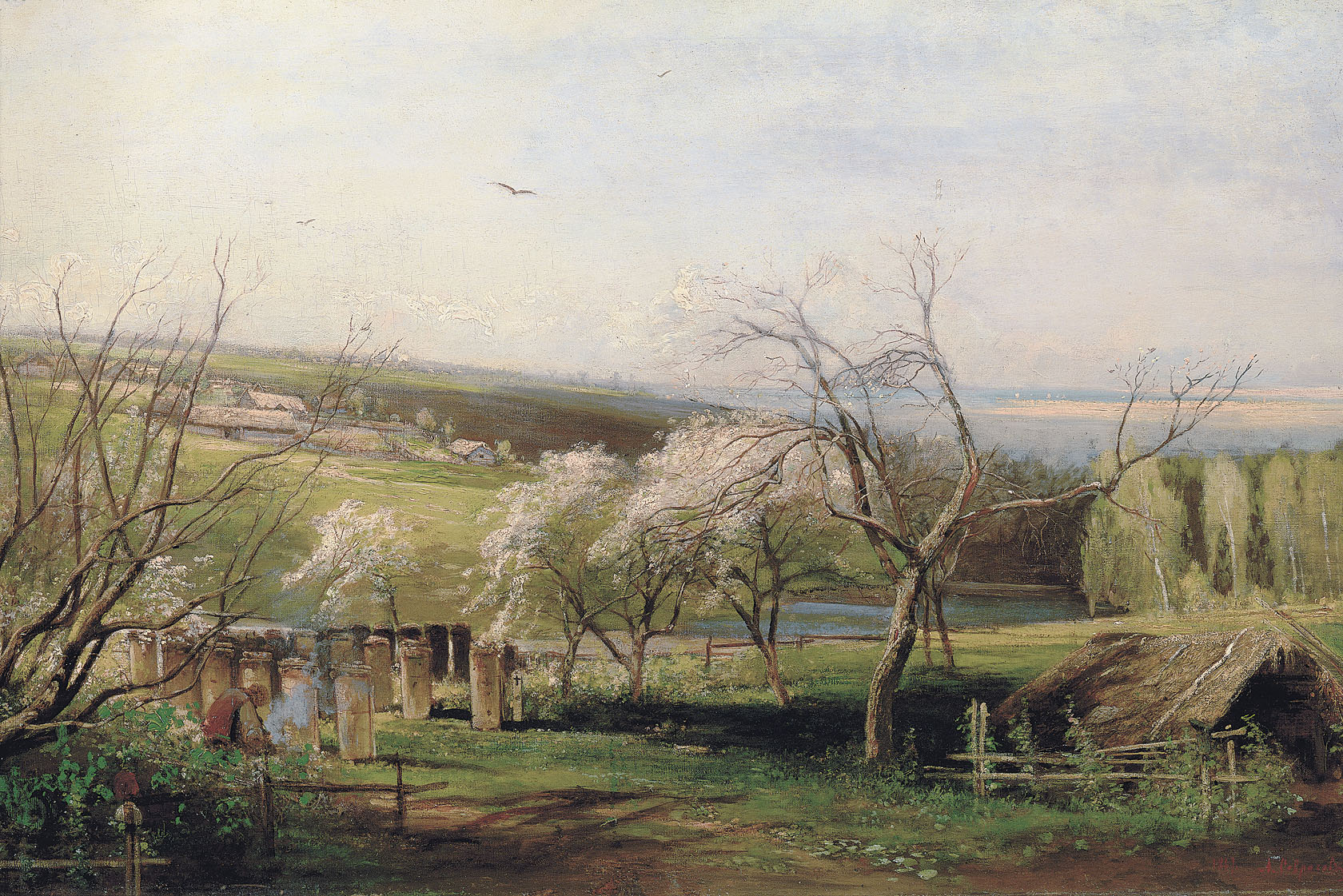
Widok wiejski, 1867
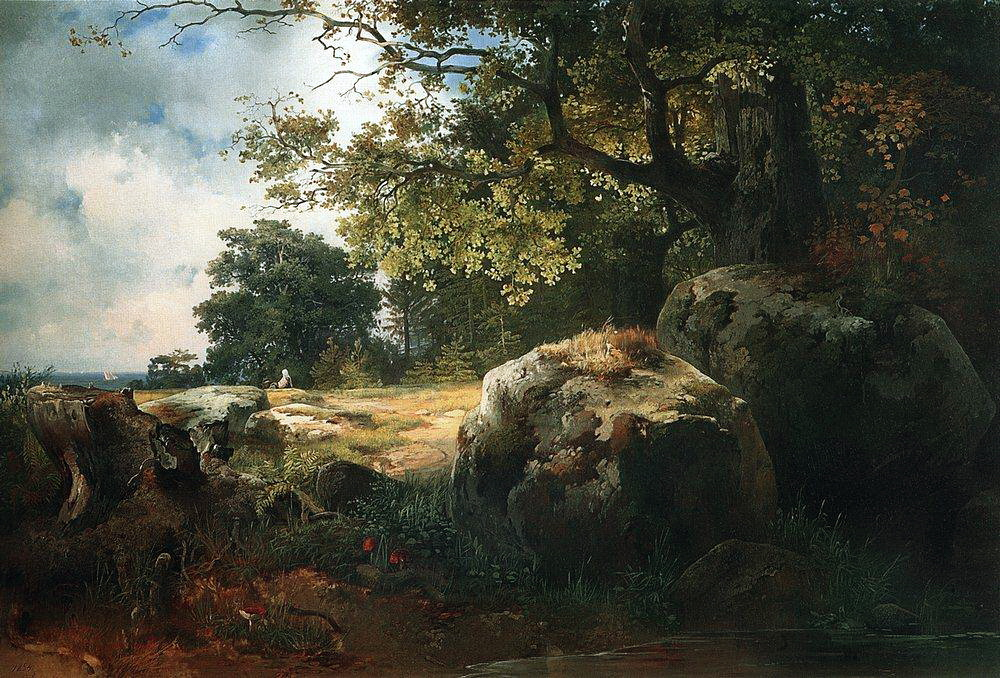
Widok w okolicach Oranienbaumu, 1854